# Linde Stadshus AB
Linde Stadshus AB är ett svenskt förvaltningsbolag som agerar moderbolag för de verksamheter som Lindesbergs kommun har valt att driva i aktiebolagsform. Bolaget ägs helt av kommunen.

## Bolag
Källa: 
- Besök Linde AB
- Fastigheter i Linde AB
  - Lindesbergsbostäder Aktiebolag
- Linde Energi Aktiebolag
  - Linde Energi Försäljning AB